# ثاكوراي
الثاكوراي مجتمع من مسلمي الراجبوت  في ولاية بيهار في الهند. يوجد عدد صغير منهم أيضًا في منطقة تيراي في نيبال.
يقال إن ثاكوراي قد نشأوا في ولاية راجاستان، وتحولوا إلى إسلام أثناء حكم الإمبراطور المغولي أورانك زيب. لقد كانوا جنودًا في جيش المغول.